# Pieve di Controni
Pieve di Controni (o Pieve di Controne) è una frazione del comune italiano di Bagni di Lucca, nella provincia di Lucca, in Toscana.
Dipendente dalla frazione di Pieve di Controni è il piccolo centro abitato di Guzzano.

## Storia
L'antico toponimo Controne è documentato sin dall'VIII secolo e il comune della "Controneria" riuniva in origine i borghi di San Gemignano e San Cassiano. Inizialmente la giurisdizione ecclesiastica aveva sede presso la pieve di Santa Giulia, sul luogo dell'area cimiteriale di Pieve di Monti di Villa, alla quale fu affiancata nelle funzioni plebane la pieve di Santo Stefano dei Bargi, che assunse maggiore importanza nel corso del XIII secolo. Nel 1637 i borghi di San Cassiano e di San Gemignano si staccarono da Controne per divenire comuni autonomi con propri statuti, e il comune si dotò di un nuovo statuto comunale che riconosceva il proprio centro amministrativo nella località di Pieve di Controni.
Nel 1833 il borgo della Pieve di Controni contava 677 abitanti.

## Monumenti e luoghi d'interesse
- Chiesa di Santo Stefano di Bargi, chiesa parrocchiale della frazione, di origine romanica, menzionata per la prima volta in un documento dell'anno 884.[2][3] Fu una delle ventiquattro chiese fondate da san Frediano.[3] L'orientamento della chiesa fu invertito nel XIV secolo, in seguito ad una frana che aveva danneggiato l'allora facciata della chiesa.[3] La chiesa conserva nell'area absidale le decorazioni della vecchia facciata; all'interno, a tre navate, sono custoditi un fonte battesimale in pietra di origine medievale e un organo di Michelangelo Crudeli del 1774.[3] Il campanile è stato edificato alla fine del XIX secolo.[3]
- Chiesa della Madonna del Soccorso, in località Guzzano.
- Oratorio della Madonna della Neve, in località Guzzano.
- Oratorio del Sacro Cuore di Gesù, in località Pian di Fiume.
- Oratorio della Visitazione di Maria, in località Refubbri.